# Dactylosporina
Dactylosporina là một chi nấm trong họ Physalacriaceae.